# Сибирган
Сибирган (устар. Северган) — река в России, протекает по Башкортостану. Устье реки находится в 91 км по левому берегу реки Быстрый Танып. Длина реки — 43 км, площадь водосборного бассейна — 475 км².

## Притоки
- 9 км: Сюльзи (пр.)
- 21 км: Аудараш (пр.)
- 25 км: Улеева (лв.)
- 28 км: Силасова (пр.)

## Данные водного реестра
По данным государственного водного реестра России относится к Камскому бассейновому округу, водохозяйственный участок реки — Белая от города Бирск и до устья, речной подбассейн реки — Белая. Речной бассейн реки — Кама.
Код объекта в государственном водном реестре — 10010201612111100026060.